# Ghimpaţi
Ghimpaţi es una comuna ubicada en el distrito de Giurgiu, Rumania.

## Superficie
Cuenta con una superficie de 124,6 kilómetros cuadrados.

## Demografía
Hasta 2021 la población era de 5690 habitantes, con una densidad de población de 45,65 habitantes por kilómetro cuadrado.